# Upplands runinskrifter 1053

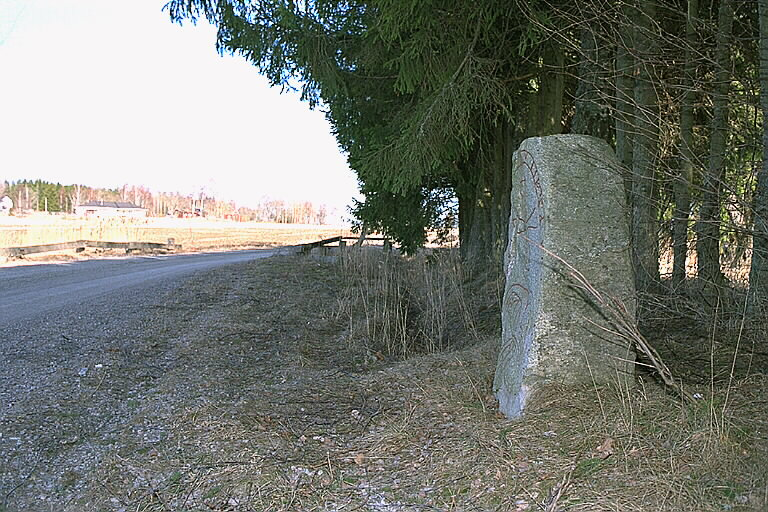
U 1053 vid vägen mellan Axlunda och Hammarby.

U 1053 är en vikingatida runsten av ljus finkornig granit i Hammarby, Björklinge socken och Uppsala kommun.
Runstenen är 1,2 meter hög, 1 meter bred vid basen och 0,3-0,4 meter tjock. Runhöjden är 5-6 centimeter. Stenen fastgöts vid sockel och restes 1951 samt uppmålades 1998.

## Inskriften
Translitterering av runraden:
[katl · ok iku]lef þaon ltu kea mrki iftʀ kul sun si[n (o)k · ketilmun]
Normalisering till runsvenska:
Kætill ok Ingilæif þaun letu gæra mærki æftiʀ Kul(?), sun sinn, ok Kætilmund.
Översättning till nusvenska:
Kättil och Ingelev de läto göra minnesmärket till minne av Kol, sin son, och Kättilmund.
Det är oklart om "och Kättilmund" syftar på att Kättilmund var med och reste stenen eller om stenen också är rest till hans minne.